# Gianni Jovanovic

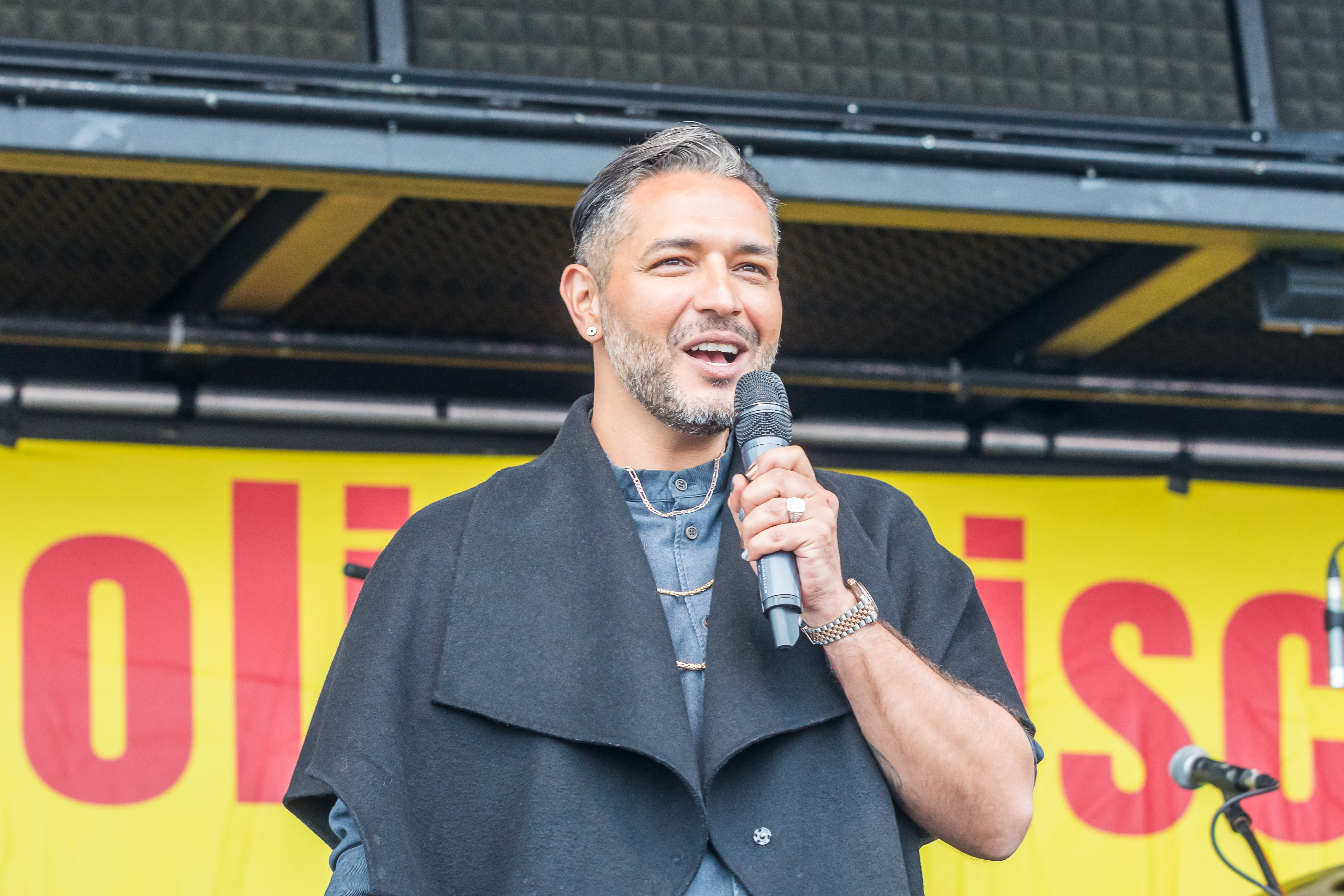
Gianni Jovanovic, 2024

Gianni Diamanto Jovanovic (* 20. Mai 1978 in Rüsselsheim) ist Unternehmer, Aktivist, Autor und Künstler.

## Leben
Gianni Jovanovic wurde 1978 in Rüsselsheim (Hessen) als einziges Kind einer christlich-orthodoxen Roma-Familie geboren. Seine Kindheit und Schulzeit beschreibt er als traumatisch, innerhalb der Familie von häuslicher Gewalt und außerhalb von Rassismus geprägt. Er und seine Familie erlebten gewaltvolle, rassistische Angriffe bis hin zu einem Brand, der sein Familienhaus zerstörte. Jovanovic wurde mit der Begründung, dass seine Familie damit bessere Chancen auf eine Aufenthaltserlaubnis haben werde, auf eine Sonderschule geschickt. Eine Klassenlehrerin half und unterstützte ihn dabei, auf eine Regelschule zu gelangen. Bis zu seinem Abschluss wechselte er mehrfach die Schule und machte im Anschluss eine Ausbildung zum Zahnarzthelfer, die er von 2017 bis 2019 um ein Studium der Dentalhygiene Zahnmedizin & Präventionsmanagement erweiterte. Heute führt er seine eigene Dentalhygiene-Praxis in Köln.
Mit 14 Jahren wurde Jovanovic von seinen Eltern verheiratet. Noch im Teenager-Alter bekamen seine Frau und er zwei Kinder. Mit Anfang 20 outete er sich als homosexuell und trennte sich von seiner Ehefrau. Mit Stand vom November 2024, im Alter von 46 Jahren, ist er Großvater von drei Enkelkindern und lebt seit etwa 20 Jahren mit seinem Mann zusammen, den er 2021 in Köln heiratete, wo Jovanovic auch seinen Wohnsitz hat.

## Werk
Jovanovic engagiert sich seit vielen Jahren intersektional und umfangreich als Aktivist für die Rechte von Sinti und Roma sowie die der queeren und der BIPoC-Community. Zunächst trat er als Comedian und Performer auf, heute ist er Gast in Talkshows oder steht für Dokumentationen oder Reportagen vor der Kamera, so zum Beispiel im Jahr 2020 im „Kölner Treff“ und im Jahr 2022  bei der  NDR-Talkshow. Er gründete 2015 die Initiative „Queer Roma“ und nahm mit dieser mehrfach am Christopher Street Day teil. 2015 hat er als erster Roma an der Parade mit einem Roma-und-Sinti-Wagen teilgenommen. Von 2015 bis 2017 war er Vorstandsmitglied des Vereins Rom e. V. und gemeinsam mit Roxana Lorraine Witt und Amrita Jakupi gründete er den Verein savespace e. V.
2020 folgte gemeinsam mit Verbündeten die Initiative „Colours of change“, welche sich im Rahmen der Pride Week in Köln für mehr Sichtbarkeit von Diskriminierungserfahrungen queerer BIPoC einsetzt.
Viele seiner Projekte wie „No To Faceism“ – ein Fotoprojekt zum Thema Deutschsein (2016) oder Kultur im Salon werden von Personen des öffentlichen Lebens unterstützt. Jovanovic war einer der Begrüßungsredner beim taz.lab 2021. „Der Comedian und Gründer von ‚Queer Roma‘ ruft dazu auf, das eigene Wertesystem […] zu überprüfen“, hieß es im Nachbericht, der den Redner zitiert: „Sprache, das heißt wählen, wie wir mit anderen umgehen.“
Auch im Kunst- und Kulturbereich ist Jovanovic aktiv, so beispielsweise bei der Performance „Hilton 436“ im Jahr 2017 im Berliner Maxim Gorki Theater zusammen mit Hamze Bytici sowie Delaine und Damian Le Bas.
Seit 2021 ist er Teil des Kollektivs Coalition of pluralistic public discourse, kurz CPPD, eines Netzwerks aus Intellektuellen, Künstlern und Wissenschaftlern zu pluralistischer Erinnerungskultur. Im August 2021, während der Corona-Pandemie, hielt Jovanovic innerhalb einer Online-Veranstaltung der Schwarzkopf-Stiftung Junges Europa eine Präsentation zum Thema „Roma*- und Queer-Aktivismus während und nach der Pandemie“.
Gianni Jovanovic bietet Workshops an und beschäftigt sich darin mit Roma & Sinti, intersektionaler Diskriminierung, Persönlichkeitsentwicklung von Männern, Queer Roma sowie Empowerment & LGBTIQ.
2021 war Jovanovic Teil von Enissa Amanis Eigenproduktion „Die beste Instanz“, die als Reaktion auf die WDR-Sendung „Die letzte Instanz“, in welcher sich die Gäste u. a. rassistisch gegenüber Sinti und Roma geäußert hatten, aufgezeichnet wurde.
Bei der ersten Staffel von Drag Race Germany war er 2023 Co-Moderator an der Seite von Barbie Breakout und Diane Brill .

## Rezeption in der Belletristik
Die Schriftstellerin Katja Behrens hat 2017 in dem Roman Nachts, wenn Schatten aus dunklen Ecken kommen das Leben von Gianni Jovanovic als Romanfigur namens Noko nacherzählt.

## Veröffentlichungen
- Gianni Jovanovic, Oyindamola Alashe: Ich, ein Kind der kleinen Mehrheit.  Blumenbar – Aufbau Verlag, Berlin 2022, ISBN 978-3-351-05100-6